# The Walking Dead (6.ª temporada)
A sexta temporada de The Walking Dead foi confirmada pela AMC durante a San Diego Comic-Con, em 2014. Scott M. Gimple continua como showrunner e produtor executivo. A sexta temporada estreou em 11 de outubro de 2015.

## Elenco e personagens

### Principal

#### Estrelando
- Andrew Lincoln como Rick Grimes[2] (1–16)
- Norman Reedus como Daryl Dixon[2] (1–16)
- Steven Yeun como Glenn Rhee[2] (1–16)
- Lauren Cohan como Maggie Greene[2] (1–16)
- Chandler Riggs como Carl Grimes[2] (1–16)
- Danai Gurira como Michonne[2] (1–16)
- Melissa McBride como Carol Peletier[2] (1–16)
- Michael Cudlitz como Abraham Ford[2] (1–16)
- Lennie James como Morgan Jones[2] (1–16)
- Sonequa Martin-Green como Sasha Williams[2] (1–16)

#### Também estrelando
- Josh McDermitt como Eugene Porter (1–16)
- Christian Serratos como Rosita Espinosa (1–16)
- Alanna Masterson como Tara Chambler (1–16)
- Seth Gilliam como Gabriel Stokes (1–16)
- Alexandra Breckenridge como Jessie Anderson (1–9)
- Ross Marquand como Aaron (1–16)
- Austin Nichols como Spencer Monroe (1–16)
- Tovah Feldshuh como Deanna Monroe (1–10)

### Elenco de apoio

#### Zona Segura de Alexandria
- Merritt Wever como Dra. Denise Cloyd[3][4]
- Corey Hawkins como Heath[2]
- Jason Douglas como Tobin
- Austin Abrams como Ron Anderson
- Major Dodson como Sam Anderson
- Katelyn Nacon como Enid[5]
- Ann Mahoney como Olivia
- Kenric Green como Scott[6]
- Beth Keener como Annie
- Ted Huckabee como Bruce
- Jay Huguley como David
- Dahlia Legault como Francine
- Michael Traynor como Nicholas[5]
- Jordan Woods-Robinson como Eric Raleigh
- Ethan Embry como Carter[3][4]
- Mandi Christine Kerr como Barbara
- Susie Spear Purcell como Shelly Neudermeyer
- Tiffany Morgan como Erin
- Marvin Lee como Kyle
- Vanessa Cloke como Anna
- Andrew Rusk como Adrian
- Bayland Rippenkroeger como Park
- Cal Johnson como Dinesh
- Chelsea Bruland como Lucy
- Curtis Jackson como Bob Miller
- Helen Jackson como Natalie Miller
- John D. Ross como Dan
- Stacy Payne como Stacy
- David Marshall Silverman como Kent
- Duane Kicak como Tommy
- Ian Casselberry como Gabe
- Jasmine Kaur como Betsy
- Justin Miles como Barnes
- Laura Beamer como Holly
- Mikey Leo como Michael
- Robert Morato como Bobby
- Sierra Laird como Samantha

#### Hilltop
- Tom Payne como Paul "Jesus" Rovia[7]
- Xander Berkeley como Gregory[8]
- R. Keith Harris como Dr. Harlan Carson
- Karen Ceesay como Bertie
- Jeremy Palko como Andy
- Kimberly Leemans como Crystal
- Justin Kucsulain como Ethan
- James Chen como Kal
- Peter Luis Zimmerman como Eduardo
- Stephanie Rae como Stephanie
- Karl Funk como Neil
- Myke Holmes como Craig

#### Os Salvadores
- Jeffrey Dean Morgan como Negan[9]
- Steven Ogg como Simon
- Austin Amelio como Dwight[10]
- Christine Evangelista como Sherry
- Liz E. Morgan como Tina
- Alicia Witt como Paula[11]
- Jeananne Goossen como Michelle
- Jill Jane Clements como Molly
- Rus Blackwell como Donnie
- Jimmy Gonzales como Primo
- Christopher Berry como Bud[12]
- Rich Ceraulo como Jiro
- Stuart Greer como Roman
- Brian Lancaster como Timmy
- Darin Cooper como Wade
- Matt Lowe como Cam
- Nathan Hicks como Keno
- Casey Wagner como Larry
- Robert Walker-Branchaud como Neil
- Reece Fleetwood como Miles
- Pete Pitts como Roger Clay
- Skylar Felton como Jackson Wallace

#### Outros
- Benedict Samuel como Owen[13]
- John Carroll Lynch como Eastman
- Daniel Newman como Daniel
- Jesse C. Boyd como Edward
- Duke Jackson como Aphid

## Produção
A emissora AMC confirmou a sexta temporada de The Walking Dead durante a San Diego Comic-Con, em 2014. Scott M. Gimple continua como showrunner e produtor executivo, e alguns atores confirmados para o elenco. Dentre eles estão o ator Ethan Embry que interpretará Carter, e Corey Hawkins que interpretará Heath.
Lennie James, Ross Marquand, Alexandra Breckenridge, Tovah Feldshuh e Austin Nichols, que, respectivamente, interpretaram Morgan Jones, Aaron, Jessie Anderson, Deanna Monroe e Spencer Monroe na quinta temporada, foram promovidos para o elenco principal da série na sexta temporada.
A sexta temporada estreou em 11 de outubro de 2015.

## Episódios
| N.º na série | N.º na temp. | Título                                             | Dirigido por          | Escrito por                                                                    | Exibição original       | Audiência (milhões) |
| --- | ------------ | -------------------------------------------------- | --------------------- | ------------------------------------------------------------------------------ | ----------------------- | ------------------- |
| 68 | 1            | "First Time Again" "(Primeira Vez Novamente)" (BR) | Greg Nicotero         | Scott M. Gimple & Matthew Negrete                                              | 11 de outubro de 2015   | 14.63               |
| Após a reunião mortal da comunidade, Rick e Morgan descobrem uma horda de milhares de zumbis presos em uma pedreira próxima. Rick avança com um plano para atrair os zumbis para longe da comunidade antes que eles tornem uma ameaça maior. A dominação brutal de Rick sobre os alexandrinos leva alguém a pensar em matá-lo, enquanto Morgan o provoca a questionar sua consciência. Por fim, o plano desmorona quando uma trombeta soa perto de Alexandria, atraindo metade do rebanho do "desfile" organizado. |              |                                                    |                       |                                                                                |                         |                     |
| 69 | 2            | "JSS" "(JSS)" (BR)                                 | Jennifer Lynch        | Seth Hoffman                                                                   | 18 de outubro de 2015   | 12.18               |
| Alexandria é invadida pelos Lobos, que massacram brutalmente as pessoas nas ruas. Spencer abre fogo contra um caminhão que se aproxima do muro, matando o motorista e inadvertidamente ativando a buzina do veículo. Morgan salva as pessoas enquanto Carol luta para chegar ao arsenal e distribui armas aos sobreviventes. Carl tenta abrigar Ron e Enid, mas Ron recusa sua proteção e Enid foge de Alexandria. Enquanto os alexandrinos começam a lutar, Morgan é atacado por um membro dos Lobos que ele havia conhecido anteriormente na estrada e o convence a recuar junto com sua matilha. |              |                                                    |                       |                                                                                |                         |                     |
| 70 | 3            | "Thank You" "(Obrigado)" (BR)                      | Michael Slovis        | Angela Kang                                                                    | 25 de outubro de 2015   | 13.14               |
| Glenn e Michonne correm para liderar um grupo à frente de uma horda que mudou de curso para Alexandria. A horda os alcança, e apenas Michonne, Heath e Scott conseguem voltar para a comunidade. Não conseguindo distrair a horda, Glenn e Nicholas são cercados pelos zumbis, levando Nicholas a entrar em pânico e se matar. Rick circula em busca de um trailer na esperança de atrair a horda de volta à rota planejada, mas ele é atacado pelos Lobos que Morgan dispensou de Alexandria. Rick os mata, mas o trailer baleado não liga quando a horda de zumbis começa a cercá-lo. |              |                                                    |                       |                                                                                |                         |                     |
| 71 | 4            | "Here's Not Here" "(Aqui Não é Aqui)" (BR)         | Stephen Williams      | Scott M. Gimple                                                                | 1 de novembro de 2015   | 13.34               |
| Em flashbacks, Morgan está vivendo na floresta após incendiar seu apartamento em um ataque de insanidade. Ele tropeça em uma cabana isolada e atira em seu único habitante, o psiquiatra Eastman, que nocauteia Morgan e o coloca em uma cela. Os dois gradualmente se unem enquanto Eastman ensina aikido para Morgan e uma filosofia de que toda vida é preciosa. Depois que Eastman é mordido por um zumbi, Morgan o mata antes que ele possa se transformar, vai embora e encontra uma placa que leva a Terminus. No presente, Morgan conta sua história a um dos Lobos que ele havia feito prisioneiro secretamente, na esperança de inspirá-lo a mudar seus hábitos.                                     |              |                                                    |                       |                                                                                |                         |                     |
| 72 | 5            | "Now" "(Agora)" (BR)                               | Avi Youabian          | Corey Reed                                                                     | 8 de novembro de 2015   | 12.44               |
| Rick retorna a Alexandria pouco antes da horda de zumbis. Com os errantes agora cercando a comunidade e a cidade devastada pelo ataque dos Lobos, a moral entre os alexandrinos começa a cair. Enquanto procura por Glenn, Maggie conta a Aaron que está grávida. Denise está rapidamente perdendo a confiança em suas habilidades como médica, mas Tara a encoraja a continuar tentando. Depois que Rick salva Deanna de um zumbi, ela sugere que ele é mais apto a liderar Alexandria. |              |                                                    |                       |                                                                                |                         |                     |
| 73 | 6            | "Always Accountable" "(Sempre Responsável)" (BR)   | Jeffrey F. January    | Heather Bellson                                                                | 15 de novembro de 2015  | 12.87               |
| Enquanto ajudava a levar a horda de zumbis para longe de Alexandria, Daryl é separado de Sasha e Abraham quando eles são emboscados por um grupo de estranhos. Daryl é capturado por um trio de sobreviventes, que suspeitam que ele seja um dos agressores. Daryl tenta recrutar seus captores, mas eles roubam sua besta e a motocicleta antes de fugir. Abraham e Sasha se reúnem com Daryl; eles começam a voltar para Alexandria em um caminhão de combustível. |              |                                                    |                       |                                                                                |                         |                     |
| 74 | 7            | "Heads Up" "(Cabeça Erguida)" (BR)                 | David Boyd            | Channing Powell                                                                | 22 de novembro de 2015  | 13.22               |
| Depois de se esconder da manada de zumbis, Glenn encontra Enid e a convence a acompanhá-lo de volta à Alexandria. Ron entra furtivamente no arsenal e rouba munição. Carol confronta Morgan, suspeitando que ele esteja mantendo um prisioneiro. Glenn e Enid soltam vários bailões, levando Maggie e perceber que Glenn está vivo. No entanto, naquele momento, a torre de vigia danificada desaba, abrindo uma enorme brecha dos muros de Alexandria. |              |                                                    |                       |                                                                                |                         |                     |
| 75 | 8            | "Start to Finish" "(Do Início ao Fim)" (BR)        | Michael E. Satrazemis | Matthew Negrete                                                                | 29 de novembro de 2015  | 13.98               |
| Com o muro danificado, os zumbis invadem Alexandria. Rick, Michonne, Carl, Gabriel e Deanna se refugiam na casa de Jessie; eles descobrem que Deanna for mordida. Carol se abriga na casa de Morgan e descobre Denise tratando do Lobo capturado. Carol tenta matar o Lobo, mas Morgan a impede, apenas para ser imediatamente nocauteado pelo Lobo, que faz Denise refém e escapa. Sucumbindo a infecção, Deanna encontra uma última resistência enquanto o grupo de Rick se disfarça de zumbis e manobra através da horda. Enquanto isso, Daryl, Abraham e Sasha são confrontados pelos Salvadores, que lhes dizem que todos os seus pertences agora pertencem a Negan.                                      |              |                                                    |                       |                                                                                |                         |                     |
| 76 | 9            | "No Way Out" "(Sem Saída)" (BR)                    | Greg Nicotero         | Seth Hoffman                                                                   | 14 de fevereiro de 2016 | 13.74               |
| Após eliminar a patrulha dos Salvadores, Abraham, Sasha e Daryl continuam em direção à Alexandria. Enquanto salva Denise dos zumbis, o Lobo é baleado por Carol e morto pelos errantes. Sam e Jessie são mortos pelos zumbis enquanto se deslocam entre a horda. Em resposta, Ron tenta atirar em Rick, mas é morto por Michonne; Carl leva um tiro no olho quando a arma é disparada. Rick inspira os outros a fazerem uma resistência desesperada contra a horda; eles estão prestes a serem dominados quando os zumbis são desviados pela queima de combustível trazido por Daryl, Sasha e Abraham. |              |                                                    |                       |                                                                                |                         |                     |
| 77 | 10           | "The Next World" "(O Próximo Mundo)" (BR)          | Kari Skogland         | Angela Kang & Corey Reed                                                       | 21 de fevereiro de 2016 | 13.48               |
| Algum tempo após lutar contra os zumbis em Alexandria, Rick e Daryl saem em uma busca por suprimentos e encontram um homem de fala mansa conhecido como Jesus, que rouba seu caminhão; eles o trazem de volta para Alexandria após uma briga. Enquanto isso, Michonne segue Spencer pela floresta e o ajuda a despachar e enterrar o zumbi que um dia foi sua mãe, Deanna. |              |                                                    |                       |                                                                                |                         |                     |
| 78 | 11           | "Knots Untie" "(Nós Desatados)" (BR)               | Michael E. Satrazemis | Matthew Negrete & Channing Powell                                              | 28 de fevereiro de 2016 | 12.79               |
| O grupo de Rick viaja para a comunidade de Hilltop com Jesus para negociar e aliviar o escassez de alimentos de Alexandria. A conversa é interrompida quando um morador de Hilltop tenta assassinar seu líder, Gregory, sob ordens de Negan. Jesus explica que o povo de Negan tem extorquido alimentos, remédios e outros suprimentos de Hilltop sob ameaça de um ataque. Maggie faz um acordo com Gregory para matar Negan, eliminar os Salvadores e devolver um refém de Hilltop em troca de metade de seus suprimentos. |              |                                                    |                       |                                                                                |                         |                     |
| 79 | 12           | "Not Tomorrow Yet" "(Ainda Não é Amanhã)" (BR)     | Greg Nicotero         | Seth Hoffman                                                                   | 6 de março de 2016      | 12.82               |
| Rick faz campanha por um ataque preventivo para matar os Salvadores, deixando Carol assombrada pelas vidas que ela tirou. Usando um estratagema para matar os guardas no complexo, eles prendem o refém de Hilltop, Craig, e procedem ao assassinato metódico de vários Salvadores antes que um alarme seja disparado. Jesus e Tara mandam Andy de volta para Hilltop com Craig para honrar seu acordo, enquanto Carol impede Maggie de se juntar à luta. Na manhã seguinte, Tara e Heath partem em uma corrida de suprimentos. Um Salvador sobrevivente solitário chamado Primo tenta escapar; enquanto Daryl o espanca, uma voz feminina vem por um walkie-talkie, alegando que eles pegaram Maggie e Carol. |              |                                                    |                       |                                                                                |                         |                     |
| 80 | 13           | "The Same Boat" "(O Mesmo Barco)" (BR)             | Billy Gierhart        | Angela Kang                                                                    | 13 de março de 2016     | 12.53               |
| Carol e Maggie são capturadas por Paula, Michelle, Molly e Donnie, que observam Primo sendo feito refém pelo grupo de Rick. Sentindo-se em desvantagem, elas se retiram para um matadouro para interrogar Carol e Maggie enquanto aguardam reforços. Quando desprotegidas, Carol e Maggie se libertam e matam seus quatro captores; elas despacham os reforços que chegam logo à frente de seu grupo. Rick mata Primo quando ele afirma ser Negan. |              |                                                    |                       |                                                                                |                         |                     |
| 81 | 14           | "Twice as Far" "(Duas Vezes Mais Longe)" (BR)      | Alrick Riley          | Matthew Negrete                                                                | 20 de março de 2016     | 12.69               |
| Abraham e Eugene saem em patrulha e encontram uma instalação onde Eugene diz poder fabricar munição; Abraham vai embora depois que Eugene afirma que não precisa mais de sua proteção. Daryl, Rosita e Denise viajam até um boticário para coletar remédios. Denise é morta por Dwight e os Salvadores, que emboscam Daryl e Rosita enquanto mantêm Eugene como refém. Um tiroteio começa, e Eugene é ferido antes que Dwight recue com os membros sobreviventes de seu grupo. Carol vai embora de Alexandria, deixando um bilhete para Tobin expressando seus desejos de não ser seguida. |              |                                                    |                       |                                                                                |                         |                     |
| 82 | 15           | "East" "(Leste)" (BR)                              | Michael E. Satrazemis | História por : Scott M. Gimple & Channing Powell Roteiro por : Channing Powell | 27 de março de 2016     | 12.38               |
| Enquanto Alexandria está trancada contra a ameaça dos Salvadores, Carol é pega por um grupo de Salvadores que querem usá-la para entrar na comunidade. Ela mata a maioria deles, mas um, Roman, sobrevive e a persegue a pé. Rick e Morgan seguem um rastro de sangue que eles acreditam ser de Carol, até que Morgan manda Rick de volta devido à sua reação assassina em relação a um sobrevivente não hostil. Ajudado por Glenn, Michonne e Rosita, Daryl caça Dwight para vingar Denise, mas os quatro são capturados na floresta por Dwight e os Salvadores. |              |                                                    |                       |                                                                                |                         |                     |
| 83 | 16           | "Last Day on Earth" "(Último Dia na Terra)" (BR)   | Greg Nicotero         | Scott M. Gimple & Matthew Negrete                                              | 3 de abril de 2016      | 14.19               |
| Roman encontra Carol e atira, mas é morto por Morgan antes que ele possa matá-la; dois estranhos encontram Carol e Morgan e se oferecem para levá-los para sua comunidade para refúgio. O grupo de Rick tenta levar Maggie para Hilltop para atendimento médico, mas encontra todas as rotas bloqueadas pelos Salvadores. Embora Eugene se ofereça para distrair os Salvadores enquanto o resto do grupo segue viagem a pé, todos são capturados. Negan, que não era Primo, chega e coage a lealdade do grupo. Como punição por suas ações, ele espanca um membro do grupo de Rick até a morte com seu taco de beisebol "Lucille".                                                                             |              |                                                    |                       |                                                                                |                         |                     |